# Flugplatz Binningen

i7
i11
i13
Der Flugplatz Binningen (ICAO-Code: EDSI) ist ein Sonderlandeplatz in Binningen, einem Ortsteil von Hilzingen im Landkreis Konstanz. Er ist für Segelflugzeuge, Motorsegler, Ultraleichtflugzeuge und Motorflugzeuge mit einem Höchstabfluggewicht von bis zu 1250 kg zugelassen.